# Unterseeboot 560
L'Unterseeboot 560 ou U-560 est un sous-marin allemand (U-Boot) de type VIIC utilisé par la Kriegsmarine pendant la Seconde Guerre mondiale.
Le sous-marin fut commandé le 16 octobre 1939 à Hambourg (Blohm & Voss), sa quille fut posée le 1er février 1940, il fut lancé le 10 janvier 1941 et mis en service le 6 mars 1941, sous le commandement de l'Oberleutnant zur See Hans-Jürgen Zetzsche.
L'U-560 ne mena aucune patrouille durant sa carrière, par conséquent, il ne coula ou n'endommagea aucun navire.
Il fut sabordé en mai 1945.

## Conception
Unterseeboot type VII, l'U-560 avait un déplacement de 769 tonnes en surface et 871 tonnes en plongée. Il avait une longueur totale de 67,10 m, un maître-bau de 6,20 m, une hauteur de 9,60 m et un tirant d'eau de 4,74 m. Le sous-marin était propulsé par deux hélices de 1,23 m, deux moteurs diesel Germaniawerft M6V 40/46 de 6 cylindres en ligne de 1 400 cv à 470 tr/min, produisant un total de 2 060 à 2 350 kW en surface et de deux moteurs électriques BBC GG UB 720/8 de 375 cv à 295 tr/min, produisant un total 550 kW, en plongée. Le sous-marin avait une vitesse en surface de 17,7 nœuds (32,8 km/h) et une vitesse de 7,6 nœuds (14,1 km/h) en plongée. Immergé, il avait un rayon d'action de 80 milles marins (150 km) à 4 nœuds (7,4 km/h; 4,6 milles par heure) et pouvait atteindre une profondeur de 230 m. En surface son rayon d'action était de 8 500 milles nautiques (soit 15 700 km) à 10 nœuds (19 km/h). 
L'U-560 était équipé de cinq tubes lance-torpilles de 53,3 cm (quatre montés à l'avant et un à l'arrière) qui contenait quatorze torpilles. Il était équipé d'un canon de 8,8 cm SK C/35 (220 coups) et d'un canon antiaérien de 20 mm Flak. Il pouvait transporter 26 mines TMA ou 39 mines TMB. Son équipage comprenait 4 officiers et 40 à 56 sous-mariniers.

## Historique
Il fut affecté au sein de la 24. Unterseebootsflottille comme sous-marin d’entrainement des équipages jusqu'au 30 novembre 1943, puis il fut transféré dans la 22. Unterseebootsflottille basé à Gotenhafen, comme navire-école, pour la formation de marins (jusqu'au 28 février 1945) et il finira sa carrière dans la 31. Unterseebootsflottille comme sous-marin d'entrainement. L'U-560 a eu plusieurs commandants sans jamais effectuer de patrouille.
L'U-560 fut sabordé à Kiel le 3 mai 1945, à la position 54° 19′ N, 10° 08′ O, suivant les ordres de l'amiral Karl Dönitz (opération Regenbogen). 
L'épave fut démolie en 1946.

## Affectations
- 24. Unterseebootsflottille à Memel, du 6 mars 1941 au 30 novembre 1943 (Navire d'entraînement).
- 22. Unterseebootsflottille à Gotenhafen, du 1er décembre 1943 au 28 février 1945 (Navire-école).
- 31. Unterseebootsflottille à Hambourg, du 1er mars 1945 au 3 mai 1945 (Navire d'entraînement).

## Commandement
- Oberleutnant zur See Hans-Jürgen Zetzsche du 6 mars 1941 au 24 août 1941 (Croix de chevalier).
- Oberleutnant zur See Ernst Cordes du 25 août 1941 au 15 juillet 1942 (Croix de chevalier).
- Kapitänleutnant Konstantin von Rappard du 16 juillet 1942 au 31 août 1943.
- Oberleutnant zur See Helmut Wicke du 1er septembre 1943 au 12 décembre 1943.
- Oberleutnant zur See Paul Jacobs du 13 décembre 1943 au 3 mai 1945.